# سیارک ۸۱۶۶
سیارک ۸۱۶۶ (به انگلیسی: 8166 Buczynski، نامگذاری:1991AH1) هشت هزار و صد و شصت و ششمین سیارک کشف شده‌است که در ۱۲ ژانویه ۱۹۹۱ کشف شد.
قدر مطلق سیارک برابر ۱۴٫۲۰ است.